# Виргес
Виргес (њем. Wirges) град је у њемачкој савезној држави Рајна-Палатинат. Једно је од 192 општинска средишта округа Вестервалд. Према процјени из 2010. у граду је живјело 5.119 становника. Посједује регионалну шифру (AGS) 7143081.

## Географски и демографски подаци
Виргес се налази у савезној држави Рајна-Палатинат у округу Вестервалд. Град се налази на надморској висини од 267 метара. Површина општине износи 10,1 km². У самом граду је, према процјени из 2010. године, живјело 5.119 становника. Просјечна густина становништва износи 505 становника/km².

## Међународна сарадња
| Мјесто  | Држава    | Врста сарадње | Од    |
| ------- | --------- | ------------- | ----- |
| Самобор | Хрватска  | партнерство   | 1974. |
|         | Француска | партнерство   | 1977. |
| Извор   |           |               |       |